# Pure laine (série télévisée)
Pour les articles homonymes, voir Pure laine.
Pure laine est une série télévisée québécoise en 26 épisodes de 24 minutes, créée par Martin Forget et diffusée entre le 25 janvier 2006 et le 28 mars 2007 sur Télé-Québec.
En France, la série a été diffusée à partir de 2006 sur France 5 et de 2007 sur TV5 Monde et sur France Ô.

## Synopsis
Cette série humoristique traite de l’identité québécoise telle que vue par ses minorités ethniques.

## Distribution
- Didier Lucien : Dominique, professeur d'histoire d’origine haïtienne
- Macha Limonchik : Chantal, avocate québécoise des Îles-de-la-Madeleine
- Mélodie Lapierre : Ming, fille adoptive de Chantal et Dominique d'origine chinoise
- Pascale Montpetit : Nykol
- Chantal Baril : Suzanne, directrice de l'école secondaire où travaille Dominique
- Louis Champagne : Mario, cousin de Chantal
- Marc Bélanger : Maurice Richard

## Fiche technique
- Scénariste : Martin Forget
- Réalisateur : Jean Bourbonnais
- Société de production : Vendôme Télévision

## Épisodes

### Première saison (2006)
1. Toutes Couleurs unies
2. Le Téléroman
3. Le Surnom
4. Le Secret de Fatima
5. Le Kirpan et le crucifix
6. L'Hiver
7. Un Ethnique nommé Claude Ouellette
8. Visite libre
9. N'oublie pas mon petit soulier
10. Vision globale
11. Canada de fantaisie
12. Le Tour de taxi
13. Variétés Thibodeau
14. La Cabane à sucre
15. Un Tout Petit Mundial de rien
16. Races de monde

### Deuxième saison (2007)
1. La Chasse
2. Le Déménagement
3. L'Halloween
4. La Revanche des berceaux
5. Je me souviens
6. La Douane
7. L'Enterrement de vie de garçon
8. Moi et l'autre
9. Bureau des passeports
10. Devine qui vient dîner ?

## Personnages

### Personnages principaux
- Dominique Michel, immigrant naturalisé d'origine haïtienne, personnage principal, professeur d'histoire au secondaire
- Chantal Arsenault, sa femme québécoise originaire des îles de la Madeleine, avocate
- Ming, leur fille adoptive qui vient de Chine

### Personnages secondaires récurrents
- Nykol, l'amie de Chantal, qui écrit son nom comme ça au lieu de Nicole parce qu'elle a un « tempérament artistique »
- Suzanne, directrice zélée de l'école secondaire où travaille Dominique, prête à tout pour rendre son école plus inclusive de la diversité ethnoculturelle
- Mario, cousin de Chantal, banlieusard aux idées conservatrices
- Olga, gardienne slave de Ming (baby-sitter)
- Jonathan, neveu de Nykol, adolescent gothique et cynique
- Sammy, immigrant juif marocain et ami de Dominique